# Майкл Маєр (плавець)
Майкл Маєр (англ. Michael Meyer, 1 вересня 1992) — південноафриканський плавець.
Учасник Олімпійських Ігор 2016 року.